# Parent, Puy-de-Dôme
Parent är en kommun i departementet Puy-de-Dôme i regionen Auvergne-Rhône-Alpes i centrala Frankrike. Kommunen ligger i kantonen Vic-le-Comte som tillhör arrondissementet Clermont-Ferrand. År 2022 hade Parent 889 invånare.

## Befolkningsutveckling
Antalet invånare i kommunen Parent
| Referens: INSEE |